# Centro Magno
Centro Magno era un centro comercial de la ciudad de Guadalajara, era uno de los más importantes, se localiza sobre la Avenida Vallarta. Su ubicación lo beneficia mucho ya que esta zona es una de las más conocidas de la ciudad y con gran número de comercios.

## Descripción
Este centro comercial es totalmente techado, tiene una gran cúpula de acrílico y una estrella hecha de mosaico en el piso, hay varias tiendas de renombre, cafés, almacenes y un cine, se subdivide en tres zonas A, B y C. Cuenta con un cómodo estacionamiento subterráneo.

## Historia

### Predio
El predio donde hoy se ubica Centro Magno, anteriormente ya había sido ocupado por un centro comercial denominado Plaza Vallarta, de características muy diferentes al actual. Sus pasillos estaban a cielo abierto, emulando un poco al estilo impuesto por Plaza del Sol, y tenía una sola planta. En éste había tiendas de ropa, comida rápida, helados, y un café cantante llamado "Landrú", donde se servían bebidas y se podía escuchar música en directo de distintos géneros.

### Evolución y Realización del Proyecto
En un principio el proyecto no fue nada de lo que hoy es, ya que al principio sería una torre de 29 pisos y un hotel de 250 habitaciones.
Centro Magno tiene una historia interesante, porque lo que hoy conocemos, no es lo que se había proyectado. En 1994 se pensó con otras visiones de país, de negocios y de desarrollo; tenía una torre de oficinas de 29 pisos y un hotel de 250 habitaciones. 
En 1995 se suspendió el proyecto, porque fueron necesarios  trabajos de protección. Con la crisis Inmobiliaria que sufría el país a inicios de 1997, se realiza una revisión del proyecto del Centro Magno, cuestionando lo que ya se había diseñado, porque este no accedía a las demandas del mercado.
Al principio se decidió expandir el área comercial y quitar espacio al hotel, ya que no había ni hay necesidad de este. Se dejó el edificio similar pero se eliminaron los niveles de oficina.
Más tarde surge otra demanda, las salas de cine eran insuficientes, y las compañías que pedían la construcción de estas se opusieron y pidieron se construyeran más.
Finalmente la última modificación se presenta cuando surge la necesidad de ampliar el área comercial y más la ampliación de los cines, se quitaron las oficinas, quedando aun espacio para un hotel de 180 habitaciones que está inconcluso hasta la fecha debido a que este no es necesario.
Centro Magno Guadalajara Sitio Oficial